# Nikolaj (metropolita)
Metropolita Nikolaj občanským jménem Mikuláš Kocvár (19. prosince 1927, Hanigovce – 30. ledna 2006, Prešov) byl pravoslavný biskup (od roku 1988 arcibiskup) prešovský (1965–2006) a metropolita pravoslavné církve v českých zemích a na Slovensku (2000–2006).

## Život
Narodil se 19. prosince 1927 v Hanigovcích v okrese Sabinov, Československo (dnes Slovensko). Studoval na Ruském gymnáziu v Humenném, po jehož skončení pokračoval ve studiu na Pravoslavném semináři v Praze.
Dne 4. srpna 1950 byl v chrámu sv. knížete Alexandra Něvského v Prešově biskupem Alexejem vysvěcen na diákona a následně 5. srpna 1950 na kněze. V témž roce byl ustanoven za správce pravoslavné farnosti v Mikulášové v okrese Bardejov.
V roce 1954 byl jmenován spirituálem Pravoslavné bohoslovecké fakulty v Prešově. V tomto období byl vyslán na čtvrtletní studium na Moskevskou duchovní akademii, kde v roku 1959 obhájil kandidátskou práci a byl mu udělen titul "Kandidát bohosloví". za disertační práci "Насаждение унии в Закарпатье и на Пряшевщине и борьба Православия с нею в XVII—XX вв."
Po návratu ze studia byl otec Nikolaj ustanoven správcem farnosti v Geraltově a 1. ledna 1960 mu byla přidělena farnost Jarabina, kde působil dva roky. 1. listopadu 1962 byl opět jmenován spirituálem na Pravoslavné bohoslovecké fakultě v Prešově a od 1. listopadu 1964 se stal správcem Prešovské pravoslavné eparchie.
Dne 26. února 1965 byl eparchiálním shromážděním zvolen za prešovského biskupa. Arcibiskup Dorotej jej po svém zvolení metropolitou pražským a celého Československa postřihl na mnicha jménem Nikolaj, a druhý den v průběhu liturgie jej postavil do důstojnosti archimandrity.
Dne 28. února 1965 přijal biskupské svěcení, které vykonali arcibiskup Dorotej, arcibiskup berlínský a středoevropský Kyprián (Zjornov), a biskup michalovský Metod (Millý).
V roce 1987 byl biskup Nikolaj povýšen na arcibiskupa.
Dne 14. dubna 2000 byl na X. místním sněmu vladyka Nikolaj zvolen metropolitou Pravoslavné církve v českých zemích a na Slovensku a v neděli 4. června 2000 byl v katedrálním chrámu sv. Alexandra Něvského v Prešově slavnostně uveden do úřadu.
Metropolita Nikolaj zemřel po delší nemoci 30. ledna 2006 v časných ranních hodinách.